# فیتواستروژن

فیتواستروژن

## تعریف کلی
فیتواستروژن‌ها گروهی از مواد شیمیایی گیاهی (فیتوکمیکالها) هستند که به‌طور طبیعی در گیاهان تولید شده و دارای نقش‌های زیست‌شناسی از قبیل تشکیل بخشی از سیستم دفاعی گیاه و حفاظت از گیاه در مقابل تنش‌ها می‌باشند. فیتو استروژن واژه‌ای عمومی است که به هر ترکیب یا متابولیت گیاهی که در مهره داران پاسخهای زیستی ایجاد نموده و با اتصال به گیرنده‌های استروژن، عملکرد استروژنهای درونزاد را تقلید یا تعدیل می‌کند گفته می‌شود.

## ساختار و عملکرد
این مواد، ترکیباتی دی فنلی با یک حلقه آروماتیک A حاوی یک گروه هیدروکسیل و نیز گروه هیدروکسیل دوم، همسطح با حلقه A هستند که از این نظر با استروژنهای طبیعی شباهت دارند. مشاهده شده که فیتواستروژنها باوجود اینکه از گروه وسیعی از ترکیبات غیراستروئیدی با ساختارهای متنوع تشکیل شده‌اند، همگی قادرند در جانوران و انسان به گیرنده‌های استروژن اتصال یافته و به عنوان (آگونیست - آنتاگونیست) ضعیف عمل کنند.

## انواع فیتواستروژن
سه گروه عمده از این مواد شناخته شده‌اند که شامل فلاوونوئیدها، لیگنانها و کومارینها می‌باشند. این ترکیبات در میوه‌ها، سبزیجات و دانه‌هایی که به عنوان غذای اصلی در رژیم غذایی انسان کاربرد دارند یافت می‌شوند.